# Luis Calvo
Luis Calvo Andaluz (La Carrera, Ávila, 5 de junio de 1898 - Madrid, 29 de noviembre de 1991) fue un escritor y periodista español, director de ABC de 1953 a 1962, corresponsal en diferentes países, de periódicos como el británico The Observer y, en Londres, de ABC y de La Nación, de Buenos Aires.
Obtuvo, entre otros, el Premio Mariano de Cavia en 1950, y el Premio González-Ruano en 1981 por un artículo sobre Josep Pla.
Entre sus libros, cabe recordar la traducción directa del inglés de Mi vida, memorias de la bailarina Isadora Duncan.
Utilizó el seudónimo de El Brocense como expresión de su afán humanista, su rebeldía y su cuidado por la gramática y por la expresión.

## Vida
Ingresa en la Facultad de Filosofía y Letras de Madrid, y finaliza la carrera con brillantez. Admira la prosa de Gabriel Miró. Estudia Lógica con Julián Besteiro, Estética con Ovejero y asiste en una academia a las clases de hegelismo y teoría marxista de Wenceslao Roces. Tiene como objetivo ser catedrático de universidad o de instituto.
Su primer trabajo como periodista lo obtiene por De Gandt, encargado de United Press en España, como traductor de telegramas. Marcha a Barcelona a trabajar en La Vanguardia bajo la dirección de Gaziel.
En 1926, se incorporó a la redacción del diario ABC, con el que iniciaría una larga y próspera colaboración. Torcuato Luca de Tena y Álvarez-Ossorio le encarga la crítica teatral de ABC en sustitución de Luis Gabaldón, las colaboraciones literarias y los suplementos dominicales.
Pérez de Ayala lo lleva durante la República a Londres. Cuando estalló la guerra civil en España, regresó a Madrid y se encargó de la corresponsalía del The Observer londinense. Volvió nuevamente al Reino Unido. En febrero de 1942 fue acusado de colaborar con los enemigos de Gran Bretaña y fue recluido en una prisión hasta el final de la guerra, cuando fue liberado y regresó a la redacción de ABC en España.
Tras un breve periodo como editorialista, viajó a París en 1950 como corresponsal del diario en la capital francesa y, al año siguiente, se reincorporó a las páginas culturales del periódico para convertirse entre 1952 y 1954 en subdirector del medio. Se convierte finalmente en director de ABC, cargo directivo que mantuvo durante ocho años (desde el 1 de enero de 1954 al 4 de octubre de 1962), logrando una destacada posición literaria y social del periódico.
En las décadas de los años sesenta y setenta retomó el ejercicio periodístico como enviado especial de ABC, donde cubrió la guerra del subcontinente indio, en 1965; el golpe militar en Grecia, en 1967; la guerra de Oriente Medio, en 1967; los conflictos de los países de Europa del Este, en 1968; la guerra de Indochina, en 1972; y el golpe militar en Chile, en 1973.
Conoce a lo largo del tiempo a destacados personajes, desde Unamuno a la bailarina «La Argentina», o el poeta Julio Barrenechea, que fue embajador de Chile en Nueva Delhi donde vivió Luis Calvo.
Manuel Vicent, en una entrevista publicada en el diario El País, lo describe de la siguiente forma: "Luis Calvo está sentado detrás del escritorio en el gran salón que es también biblioteca, comedor y despacho ... Este Luis Calvo mítico, contradictorio, furibundo, angelical, perverso, tierno y ácrata, este maestro periodista de las taimadas alusiones contra Franco durante su época gloriosa de director de Abc, que por encima de cualquier convicción política está ante todo comprometido con la gloria de sus grandes amigos de antaño y con el talento de las generaciones nuevas, sigue sentado detrás del escritorio con su melena de violinista ... Tiene el cuerpo lleno de electricidad y eso le imprime resortes insospechados, grandes peroratas, malignas murmuraciones, encendidos ditirambos, anatemas brutales con descabello incluido ... Luis Calvo me mira con esos ojos extremadamente vivos, un poco empañados de tinta. Hay que caerle bien. Es el secreto... Yo adoro a Luis Calvo."

## Obras
- Isadora Duncan: Mi vida. Madrid, Editorial Cenit, 1929 (Traducción).

## Hemerografía
- Manuel Vicent: "Maldades, ternuras y otros duendes de Luis Calvo", El País, 11 de julio de 1981.